# Cleidion sessile
Cleidion sessile är en törelväxtart som beskrevs av Ryozo Kanehira och Sumihiko Hatusima. Cleidion sessile ingår i släktet Cleidion och familjen törelväxter. Inga underarter finns listade i Catalogue of Life.